# Communauté de communes du Martoulet
Die Communauté de communes du Martoulet  ist ein ehemaliger französischer Gemeindeverband (Communauté de communes) im Département Haute-Vienne und der Region Limousin. Er wurde am 23. Dezember 1993 gegründet.

## Mitglieder
- Glanges
- La Porcherie
- Meuzac
- Saint-Germain-les-Belles
- Saint-Vitte-sur-Briance

## Quelle
- Le SPLAF - (Website zur Bevölkerung und Verwaltungsgrenzen in Frankreich (frz.))